# 東京大学の入学試験

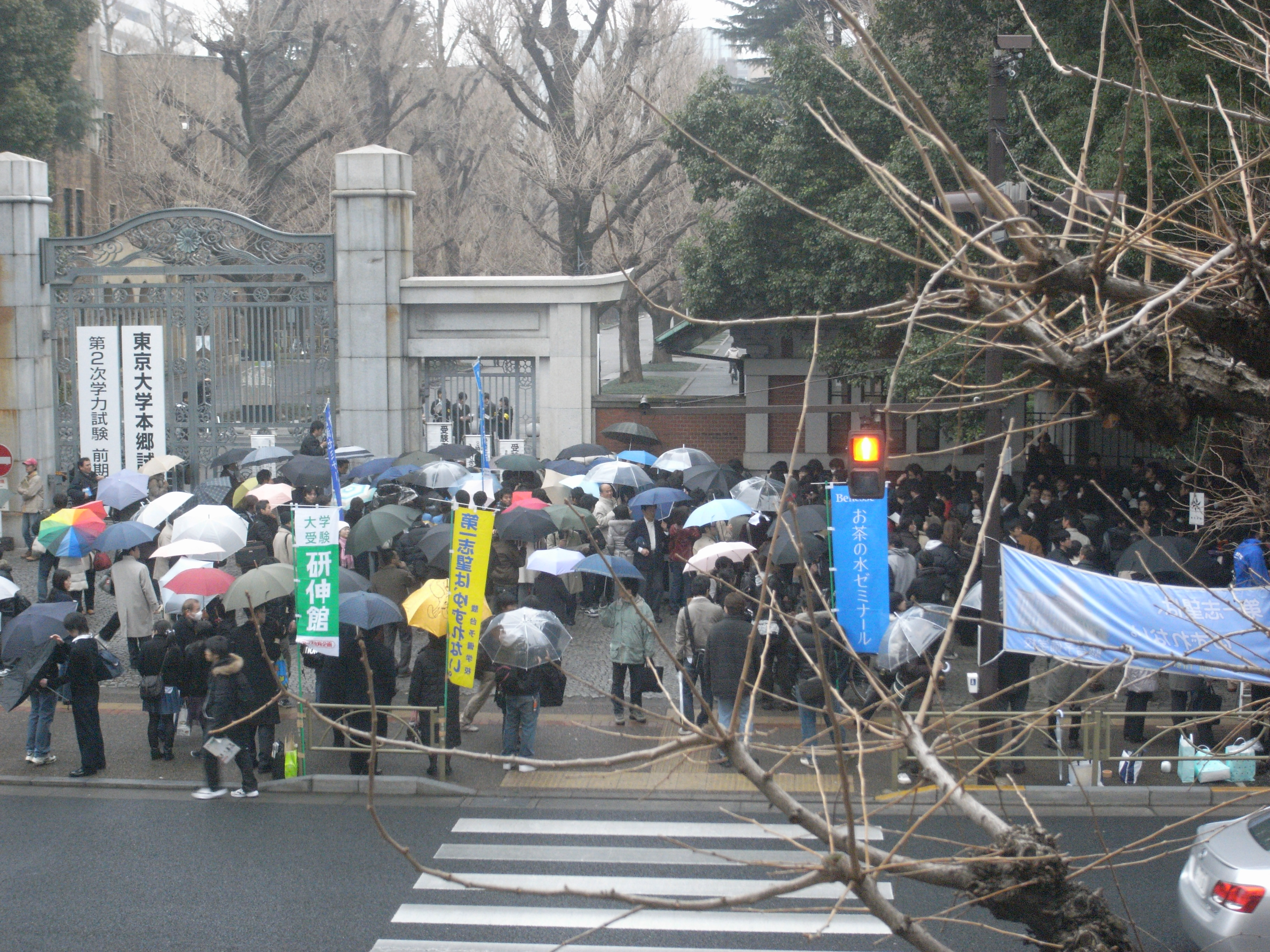
2009年の東大入試

東京大学の入学試験（とうきょうだいがくのにゅうがくしけん）は、一般選抜（学部生）の他に、外国学校卒業学生特別選抜（若干名）や大学院の入学試験があるが、ここでは一般選抜および2016年度（平成28年度）より導入された推薦入試について解説する。

## 歴史
戦前、旧制高等学校と帝国大学の総定員はほぼ等しく、旧制高校生は大学学部を問わなければ、どこかの帝国大学に全入できた。そのため帝国大学の入試は現在のエスカレーター式高校からの大学学部選抜のような位置であり、高等教育入試の主戦場は旧制高校入試であった。旧制高校入試では、時代学校により変わるが、基本的に文系は現在の4教科（外・国語・数学・社会）、理系も現在の4教科（外・国語・数学・理科）であり、試験問題も現在から見ると素朴な1行式（問題文が1行）の論述問題が主流であった。しかし戦時体制に入ると、思想を問う論述問題が出され、後年批判の対象となった。
1949年（昭和24年）以降の新制東京大学の入試は基本的に旧制高校の入試を承継している。募集単位も戦前の旧制高校を承継し、文科I類（法・経）、文科II類（文・教）、理科I類（理・工）、理科II類（農・医・薬・理）と学部学科単位ではなく、科類単位での募集となった。1962年（昭和37年）に文科I類と理科II類が分割され、現在の科類体制となっている。入試問題は、戦時体制で思想検査に用いられた思考過程を書かせる論述式の入試問題は批判され、客観式（○×問題、穴埋問題、選択問題、計算問題）が良いとする社会的風潮となった。文部省は各大学に対し入学試験に際し客観式の問題を使用するよう指導した結果、全国の大学入試から論述式の入試問題が姿を消した。新制東京大学入学試験も、第1次試験のみならず第2次試験も、客観式の出題形式となった。客観式の知識問題では浪人生に有利であり、戦前からの多浪に寛容な風潮もあり、さらに新制高校進学率向上もあり、新制東京大学の入学試験は激化し、1958年（昭和33年）は入学者のうち現役生519名(26%)1浪生917名(45%)多浪生604名(29%)と現役生の割合が最小となった。スプートニクショックや高度経済成長による1960年（昭和35年）前後の理工系倍増計画や、団塊世代対策の文系定員増加による東京大学の定員増加等により東大受験は緩和され、その後の現役生合格率は増加することとなった。この時期の東京大学合格者に対する高校側の評価は「アタマ1割、馬力が9割」と頭より勉強量が重要であると評価されていた。
| 試験名    | 英語  | 数学  | 国語  | 理科           | 社会           | 備考                        |
| --------- | ----- | ----- | ----- | -------------- | -------------- | --------------------------- |
| 第1次試験 | 20点  | 20点  | 20点  |                |                | 足切りに使用、2次試験に加算 |
| 第2次試験 | 120点 | 120点 | 100点 | 120点（2科目） | 120点（2科目） |                             |

団塊世代が受験する1966年（昭和41年）から入試科目が文系・理系分かれることになったため、多くの公立高校で1966年受験に対応する学年から文系コース・理系コースとコースを分けるようになった。
| 試験名    | 文理 | 英語  | 数学  | 国語  | 理科           | 社会           | 備考                        |
| --------- | ---- | ----- | ----- | ----- | -------------- | -------------- | --------------------------- |
| 第1次試験 | 共通 | 20点  | 20点  | 20点  |                |                | 足切りに使用、2次試験に加算 |
| 第2次試験 | 文系 | 120点 | 100点 | 120点 | 60点（1科目）  | 120点（2科目） |                             |
| 第2次試験 | 理系 | 120点 | 120点 | 100点 | 120点（2科目） | 60点（1科目）  |                             |

1960年代に一部論述問題も導入されたが、基本的な出題傾向は1950年代 - 1960年代は同じであった。このような中、東京大学では大学入試中止の1969年（昭和44年）に入試制度調査委員会がまとめた「入試改革についての報告書」に基づき、1971年（昭和46年）より入試制度を大幅に改革した。この改革では、第1次試験を一種の「資格試験」と位置づけ入試科目を従来の3教科から5教科に増加させる一方、問題を基礎学力を問う平易なものに変更した。第2次試験では負担を軽減（理系の社会、文系の理科は廃止）する一方、出題形式は論述式を原則とした。この第2次試験の傾向はその後、微調整を行いつつ現在の入試傾向に継続されている。第1次試験は、1979年（昭和54年）の共通一次試験、1990年（平成2年）の大学入試センター試験利用へ承継されている。1971年（昭和46年）の入試改革により、同年の東大合格者の現役生の割合が前年の46.7%から55.7%と増加した一方多浪生は前年の12.3%から9.4%に減少し、女子学生は前年の123名から170名に大幅に増加した。かつて保健センターが新入生全員行っていた面接調査の結果、ノイローゼなどの要注意の学生が例年の30 - 40人から十数人に激減し、症状も軽くなったという。高校側の評価も「点取り虫的な学生よりも幅広く読書をしていような学生の合格者が目立った」「模擬試験の成績はたいしてよくないが、実力がありそうだと思えた学生が合格している」と合格者の質的な変化を思わせる反応が寄せられていた。
| 試験名    | 文理 | 英語  | 数学  | 国語  | 理科           | 社会           | 備考                                  |
| --------- | ---- | ----- | ----- | ----- | -------------- | -------------- | ------------------------------------- |
| 第1次試験 | 共通 | 16点  | 16点  | 16点  | 16点（2科目）  | 16点（2科目）  | 足切りに使用、2次試験に加算。文理共通 |
| 第2次試験 | 文系 | 120点 | 80点  | 120点 |                | 120点（2科目） |                                       |
| 第2次試験 | 理系 | 120点 | 120点 | 80点  | 120点（2科目） |                |                                       |

## 近年の選抜方法
東京大学では学部・学科ごとの募集は行わず、6つの科類ごとに募集を行っている。他の国公立大学と同様、分離分割方式を採用しており、前期日程・後期日程（2015年まで）に分けて入学試験が行われている。以下、各日程の試験について選抜方法を解説する。
2008年度（平成20年度）に後期日程試験の入試改革が行われたが、前期日程試験は理科三類の面接試験廃止（2018年度（平成30年度）に復活）を除いて、選抜方法は変更されていない（募集人員はどの科類も変更された）。

### 前期日程試験

#### 2006年度（平成18年度）から2011年度（平成23年度）まで
出願者は大学入試センター試験（以下センター試験）で、下記の教科目を受験しなければならない。
| 教科     | 文科各類                                                                                  | 理科各類                                                                                    |
| -------- | ----------------------------------------------------------------------------------------- | ------------------------------------------------------------------------------------------- |
| 国語     | 国語が必須。                                                                              | 国語が必須。                                                                                |
| 地理歴史 | 世界史A、世界史B、日本史A、日本史B、地理A、地理Bから1科目選択。                           | 世界史A、世界史B、日本史A、日本史B、地理A、地理B、現代社会、倫理、政治・経済から1科目選択。 |
| 公民     | 現代社会、倫理、政治・経済から1科目選択。                                                 | 世界史A、世界史B、日本史A、日本史B、地理A、地理B、現代社会、倫理、政治・経済から1科目選択。 |
| 数学     | 数学I・数学Aが必須。数学II・数学B、工業数理基礎、簿記・会計、情報関係基礎から1科目選択。  | 数学I・数学Aが必須。数学II・数学B、工業数理基礎、簿記・会計、情報関係基礎から1科目選択。    |
| 理科     | 物理I、化学I、生物I、地学Iから1科目                                                       | 物理I、化学I、生物I、地学Iから2科目                                                         |
| 外国語   | 英語（リスニングの成績は考慮しない）、ドイツ語、フランス語、中国語、朝鮮語から1科目選択。 | 英語（リスニングの成績は考慮しない）、ドイツ語、フランス語、中国語、朝鮮語から1科目選択。   |

以上文理共に900点満点である。選択教科目で必要数以上の教科目を受験した場合は、高得点の教科目を判定に利用する。例えば理科各類志望で、世界史B（90点）、倫理（75点）、物理I（65点）、化学I（85点）、生物I（80点）を受験し、前記の成績であった者は、世界史B、化学I、生物Iを判定に利用する。これは後期日程試験も同じである。
各類で志願者が規定の倍率を越えていた場合は、センター試験の成績を基に、当該倍率となるまで第一段階選抜（俗に言う足切り・門前払い）を行う。第一段階選抜合格者に次の教科目を課す二次試験を行う。
| 教科           | 文科各類 | 理科各類 |
| -------------- | --- | --- |
| 国語           | 国語（国語総合・国語表現I・現代文・古典）が必須。（150分、120点） | 国語（国語総合・国語表現I）が必須。（100分、80点） |
| 数学           | 数学（数学I・数学II・数学A・数学B〈数列・ベクトル〉）が必須。（100分、80点） | 数学（数学I・数学II・数学III・数学A・数学B〈数列・ベクトル〉・数学C〈行列・式と曲線〉）が必須。（150分、120点）                                                                 |
| 地理歴史・理科 | 日本史B、世界史B、地理Bから2科目選択。（合計150分、各科目60点） | 物理I・物理II、化学I・化学II、生物I・生物II、地学I・地学IIから2科目選択。（合計150分、各科目60点）                                                                              |
| 外国語         | 英語（英語I・英語II・リーディング 英語の選択問題にドイツ語・フランス語・中国語・朝鮮語・ロシア語・スペイン語含む）、ドイツ語、フランス語、中国語から1科目選択。（120分、120点） | 英語（英語I・英語II・リーディング 英語の選択問題にドイツ語・フランス語・中国語・朝鮮語・ロシア語・スペイン語含む）、ドイツ語、フランス語、中国語から1科目選択。（120分、120点） |

以上文理共に440点満点である。これに、センター試験の点数に110/900を乗じて110点満点としたものを加え、550点満点を学力試験の配点とする。これに必要に応じて調査書を加えて総合判断を行う。1999年度（平成11年度）以来、理科三類の試験として試験日程3日目に行われていた面接試験は、2008年度（平成20年度）の入試から廃止された。

### 後期日程試験

#### 2006年度（平成18年度）、2007年度（平成19年度）
出願者はセンター試験で、下記の教科目を受験しなければならない。
| 教科     | 文科一類 | 文科二類 | 文科三類 | 理科各類 |
| -------- | --- | --- | --- | --- |
| 国語     | 国語が必須。 | 判定に使用しない。 | 国語が必須。 | 判定に使用しない。 |
| 地理歴史 | 世界史A、世界史B、日本史A、日本史B、地理A、地理Bから1科目選択。                                                                        | 判定に使用しない。 | 世界史A、世界史B、日本史A、日本史B、地理A、地理B、数学I・数学Aから1科目選択。                                                          | 判定に使用しない。 |
| 数学     | 判定に使用しない。 | 数学I・数学Aが必須。数学II・数学B、工業数理基礎、簿記・会計、情報関係基礎から1科目選択。                                               | 世界史A、世界史B、日本史A、日本史B、地理A、地理B、数学I・数学Aから1科目選択。                                                          | 文科二類に同じ。 |
| 公民     | 現代社会、倫理、政治・経済から1科目選択。                                                                                              | 現代社会、倫理、政治・経済から1科目選択。                                                                                              | 現代社会、倫理、政治・経済から1科目選択。                                                                                              | 判定に使用しない。 |
| 理科     | 判定に使用しない。 | 判定に使用しない。 | 判定に使用しない。 | 物理I、化学I、生物I、地学Iから1科目選択。                                                                                              |
| 外国語   | 英語（聞き取りの成績は考慮しない）、ドイツ語、フランス語、中国語、朝鮮語から1科目選択。 後期試験では英語リスニングの点数も考慮される。 | 英語（聞き取りの成績は考慮しない）、ドイツ語、フランス語、中国語、朝鮮語から1科目選択。 後期試験では英語リスニングの点数も考慮される。 | 英語（聞き取りの成績は考慮しない）、ドイツ語、フランス語、中国語、朝鮮語から1科目選択。 後期試験では英語リスニングの点数も考慮される。 | 英語（聞き取りの成績は考慮しない）、ドイツ語、フランス語、中国語、朝鮮語から1科目選択。 後期試験では英語リスニングの点数も考慮される。 |

文科一類と文科三類は600点満点、文科二類と理科各類は500点満点である。これを基に前期日程試験同様第一段階選抜を行うが、それ以降センター試験の成績は原則利用しない。
東京大学前期日程試験の合格者は、科類を問わず第一段階選抜不合格とみなし、後期日程試験を受験することができない。
第一段階選抜者に以下の二次試験を課す。
| 教科 | 文科各類 |
| ---- | --- |
| 論文 | 論文Iが必須。問題は各類共通。（150分、200点） ※外国語（英語、ドイツ語、フランス語、中国語から1つ選択）を読解し、その内容説明とそれを題材とした論述を課す。 |
| 論文 | 論文IIが必須。問題は各類毎に異なる。（150分、200点） ※文科一類は法・政治等を扱う課題文を読み、それを題材に論ずる。文科二類は経済学を扱う課題文を読んでその内容説明とそれを題材とする論述を行い、さらに経済を題材として数学的処理をさせる。文科三類は課題文等を基に独創的な論述を求める。 |

| 教科       | 理科一類 | 理科二類・理科三類 |
| ---------- | --- | --- |
| 総合科目   | 総合科目Iが必須。問題は各類共通。（120分、100点） ※自然科学を扱う英文（他の外国語選択は認めない）を読解し、内容説明や自然科学的常識を用いた考察を課す。                                                                      | 総合科目Iが必須。問題は各類共通。（120分、100点） ※自然科学を扱う英文（他の外国語選択は認めない）を読解し、内容説明や自然科学的常識を用いた考察を課す。 |
| 総合科目   | 総合科目IIが必須。（120分、100点） ※自然科学的内容（特に物理・数学）を題材として数学的処理を課す。範囲は数学I・数学II・数学III・数学A・数学B・数学Cだが、自然科学的常識、特に物理I・物理IIの基礎的内容は既知として扱われる。 | |
| 数学・理科 | 数学I・数学II・数学III・数学A・数学B・数学C、物理I・物理II、化学I・化学II、地学I・地学IIから1科目選択。（150分、300点） | 化学I・化学IIが必須。問題は理科一類と共通。（150分、150点）                                                                                             |
| 数学・理科 | 生物I・生物IIが必須。（150分、150点） | |

以上理科一類は500点、その他は400点満点である。これに必要に応じて調査書やセンター試験の成績を加えて総合判定をする。理科三類は面接試験を実施し、学力試験の優秀者20名の中から面接等の結果を加味して合格者10名を選ぶ。

#### 2008年度（平成20年度）から2011年度（平成23年度）まで
選抜は全科類共通で行い、合格者が入学手続きの際に理科三類以外の科類を選択することになる。
出願者はセンター試験で、下記の教科目を受験しなければならない。
| 教科           | 内容                                                                                        |                                                                                     |
| -------------- | ------------------------------------------------------------------------------------------- | ----------------------------------------------------------------------------------- |
| 国語           | 国語が必須。                                                                                |                                                                                     |
| 地理歴史・公民 | 世界史A、世界史B、日本史A、日本史B、地理A、地理B、現代社会、倫理、政治・経済から1科目選択。 |                                                                                     |
| 数学           | 数学I・数学Aが必須。数学II・数学B、工業数理基礎、簿記・会計、情報関係基礎から1科目選択。    |                                                                                     |
| 理科           | 物理I、化学I、生物I、地学Iから1科目選択。                                                   |                                                                                     |
| 外国語         | 英語（リスニングの成績も含む）、ドイツ語、フランス語、中国語、韓国語から1科目選択。         | 英語（リスニングの成績も含む）、ドイツ語、フランス語、中国語、韓国語から1科目選択。 |

以上800点満点で、これを基に以前同様第一段階選抜を行うが、それ以降センター試験の成績は原則利用しない。
第一次選抜（センター試験の成績による）が、基準に満たない者は不合格とみなされ、二次試験の資格を失う。これを「足切り」「門前払い」などといわれる。
第一段階選抜者に以下の二次試験を課す。
| 教科     | 内容 |
| -------- | --- |
| 総合科目 | 総合科目Iが必須。（100点） ※英語の読解力と記述力が問われる。                                                                                             |
| 総合科目 | 総合科目IIが必須。（100点） ※数学の応用力が問われる。範囲は数学I・数学II・数学III・数学A・数学B（数列・ベクトル）・数学C（行列・式と曲線）とされている。 |
| 総合科目 | 総合科目IIIが必須。（100点） ※人文・社会・自然諸科学に関する論述が課される。                                                                             |

以上300点満点である。以前同様、この成績に必要ならばセンター試験の成績と調査書を加えて総合判定する。
追試験
2011年度（平成23年度）後期試験は東北地方太平洋沖地震による影響で追試験が加わり、かつ、諸般の事情で追試日程が再び変更された。

### 2012年度（平成24年度）以降の受験教科目変更
2012年度（平成24年度）以降、センター試験で受験しなければならない「地理歴史」及び「公民」を一本化し、以下のように変更すると東京大学が通知した。
| 教科           | 文科各類（前期日程）                                     | 理科各類（前期日程）および後期日程                       |
| -------------- | -------------------------------------------------------- | -------------------------------------------------------- |
| 地理歴史・公民 | 世界史B、日本史B、地理B、『倫理・政治経済』から2科目選択 | 世界史B、日本史B、地理B、『倫理・政治経済』から1科目選択 |

当初、2011年（平成23年）までと同様に「選択科目において必要数以上の教科目を受験した場合に、高得点の教科目を判定に利用する」と発表されていたが、第一解答教科目の成績を利用すると改められた。これは理科も範囲の変更がないものの同様である。

#### 受験生への影響
- 文科各類・理科各類・後期とも、世界史A・日本史A・地理A・政治経済（単独科目）・倫理（単独科目）・現代社会の使用が、全て不可能となった。
- 文科各類前期受験者は、前年まではセンター試験で地理歴史から1科目・公民から1科目、さらに2次試験で地理歴史を2科目（センター試験と重複してよい）選ぶ必要があったが、地理歴史2科目だけでもセンター試験・2次試験両方の受験が可能となる。
  - 一例として、前年までの文科受験者は地理歴史に「世界史B」「日本史B」（どちらかをセンター試験でも使用）、公民に「現代社会」（センター試験のみ）といったパターンを選ぶ必要があったが「世界史B」「日本史B」のみでセンター試験・2次試験ともに受験することができるようになる。
- 必要教数以上を受験した場合に高得点の科目教の点数ではなく、第一解答科目教を得点とするようにしたことと、センター試験の時間割が変更になったことから、以下下記の教で「保険」をかけることができなくなった。
  - 文科各類前期日程の理科
  - 理科各類前期日程の地理歴史・公民および理科（センター試験で理科の3科目受験が不可能になったため）。
  - 後期日程の地理歴史・公民および理科

### 2014年度（平成26年度）前期日程からの外国語の選択方法変更
ロシア語とスペイン語がなくなる。英語選択者のみ選択問題を解答可。
| 教科   | 文科各類 | 理科各類 |
| ------ | --- | --- |
| 外国語 | 英語（英語I・英語II・リーディング） （英語の問題の一部に代えて、ドイツ語・フランス語・中国語・韓国朝鮮語を選択できる）、 ドイツ語、フランス語、中国語から1科目選択。（120分、120点） | 英語（英語I・英語II・リーディング） （英語の問題の一部に代えて、ドイツ語・フランス語・中国語・韓国朝鮮語を選択できる）、 ドイツ語、フランス語、中国語から1科目選択。（120分、120点） |

### 2015年度（平成27年度）の受験科目変更
学習指導要領の変更に伴い、2015年度（平成27年度）に以下のように変更すると東京大学が通知した。

#### センター試験
| 教科 | 前期日程 | 前期日程 | 後期日程 |
| 教科 | 文科 | 理科 | 後期日程 |
| ---- | --- | --- | --- |
| 数学 | 数学I・数学A、旧数学I・旧数学Aから1科目。 数学II・数学B、工業数理基礎、簿記・会計、情報関係基礎、旧数学II・旧数学Bから1科目 | 数学I・数学A、旧数学I・旧数学Aから1科目。 数学II・数学B、工業数理基礎、簿記・会計、情報関係基礎、旧数学II・旧数学Bから1科目 | 数学I・数学A、旧数学I・旧数学Aから1科目。 数学II・数学B、工業数理基礎、簿記・会計、情報関係基礎、旧数学II・旧数学Bから1科目 |
| 理科 | 物理基礎、化学基礎、生物基礎、地学基礎から2科目 または物理I、化学I、生物I、地学Iから1科目                                   | 物理、化学、生物、地学、 物理I、化学I、生物I、地学Iから2科目                                                                | 物理基礎、化学基礎、生物基礎、地学基礎、物理、化学、生物、地学から2科目 または物理I、化学I、生物I、地学Iから1科目           |

#### 前期日程
| 教科           | 文科各類                                                                    | 理科各類 |
| -------------- | --------------------------------------------------------------------------- | --- |
| 数学           | 数学（数学I・数学II・数学A・数学B〈数列・ベクトル〉）が必須。 (100分、80点) | 数学（数学I・数学II・数学III・数学A・数学B〈数列・ベクトル〉）が必須。 (150分、120点)                                   |
| 地理歴史・理科 | 日本史B、世界史B、地理Bから2科目選択。 （合計150分、各科目60点）            | 「物理基礎・物理」、「化学基礎・化学」、「生物基礎・生物」、「地学基礎・地学」から2科目選択。 （合計150分、各科目60点） |

#### 後期日程
| 教科     | 内容 |
| -------- | --- |
| 総合科目 | 総合科目IIが必須。 （100点） ※数学の応用力が問われる。 範囲は数学I・数学II・数学III・数学A・数学B（数列・ベクトル）とされている。 |

#### 受験生への影響
- 文科各類前期・後期受験者は、センター試験の理科の選択は1科目だったのが2科目となる。2014年（平成26年）以前に高等学校・中等教育学校を卒業した者は1科目のみで受験出来る。
- 理科各類受験者は、センター試験の理科で、2003年度（平成15年度）施行の学習指導要領で「II」に該当する科目がセンター試験で必要になる。

### 2016年度（平成28年度）の受験科目変更
学習指導要領の変更に伴い、2016年度（平成28年度）に以下のように変更すると東京大学が通知した。推薦入試が導入され、後期日程は廃止となった。

#### 推薦入試
- 募集人員は、全10学部合わせて100名であった[13]。2016年度は173人が出願し、77人が合格した[14]。
- 各学校から推薦できる人数は男女各1名ずつ（男子校・女子校は1名のみ）で、推薦要件など学部により異なる。1次試験として書類選考、2次試験として面接や小論文を行う。
- センター試験の受験が必須で、8割程度の得点を選考基準の目安としている。
- センター試験の受験科目は、法学部・経済学部・文学部は文科、教養学部・教育学部は文科もしくは理科、その他の学部は理科のパターンで受験することになる。

#### 募集定員
| 科類     | 定員  |
| -------- | ----- |
| 文科一類 | 401   |
| 文科二類 | 353   |
| 文科三類 | 469   |
| 理科一類 | 1,108 |
| 理科二類 | 532   |
| 理科三類 | 97    |

#### センター試験
| 教科           | 前期日程・推薦入試                                                                      | 前期日程・推薦入試                                                                      |
| 教科           | 文科                                                                                    | 理科                                                                                    |
| -------------- | --------------------------------------------------------------------------------------- | --------------------------------------------------------------------------------------- |
| 国語           | 国語が必須。                                                                            | 国語が必須。                                                                            |
| 地理歴史・公民 | 世界史B、日本史B、地理B、『倫理・政治経済』から2科目選択                                | 世界史B、日本史B、地理B、『倫理・政治経済』から1科目選択                                |
| 数学           | 数学I・数学Aが必須。数学II・数学B、簿記・会計、情報関係基礎から1科目                    | 数学I・数学Aが必須。数学II・数学B、簿記・会計、情報関係基礎から1科目                    |
| 理科           | 物理基礎、化学基礎、生物基礎、地学基礎から2科目                                         | 物理、化学、生物、地学から2科目                                                         |
| 外国語         | 英語（聞き取りの成績は考慮しない）、ドイツ語、フランス語、中国語、朝鮮語から1科目選択。 | 英語（聞き取りの成績は考慮しない）、ドイツ語、フランス語、中国語、朝鮮語から1科目選択。 |

#### 前期日程
| 教科           | 文科各類 | 理科各類 |
| -------------- | --- | --- |
| 国語           | 国語（国語総合・国語表現・現代文B・古典B）が必須。 （150分、120点） | 国語（国語総合・国語表現）が必須。 （100分、80点） |
| 数学           | 数学（数学Ⅰ・数学Ⅱ・数学A・数学B）が必須。 （100分、80点） | 数学（数学Ⅰ・数学Ⅱ・数学Ⅲ・数学A・数学B）が必須。 （150分、120点） |
| 数学           | 数学Ⅰ・数学Ⅱ・数学Ⅲ・数学Aは全範囲、数学Bは「数列」、「ベクトル」からの出題。 | |
| 地理歴史・理科 | 日本史B、世界史B、地理Bから2科目選択。 （合計150分、各科目60点） | 「物理基礎・物理」、「化学基礎・化学」、「生物基礎・生物」、「地学基礎・地学」から2科目選択。 （合計150分、各科目60点） |
| 外国語         | 英語（コミュニケーション英語I・コミュニケーション英語II・コミュニケーション英語III） （英語の問題の一部に代えて、ドイツ語・フランス語・中国語・韓国朝鮮語を選択できる）、 ドイツ語、フランス語、中国語から1科目選択。 （120分、120点） | 英語（コミュニケーション英語I・コミュニケーション英語II・コミュニケーション英語III） （英語の問題の一部に代えて、ドイツ語・フランス語・中国語・韓国朝鮮語を選択できる）、 ドイツ語、フランス語、中国語から1科目選択。 （120分、120点） |
| 面接           | なし。 | 理科三類のみ。2018年度（平成30年度）から再開。 点数化されず、学力試験と合わせ総合的に判断される。 |

### 2021年度（令和3年度）以降の大学入学共通テストの英語の配点変更
外国語の英語において、大学入試センター試験では筆記のみ（200点満点）を課していたが、2021年より実施される大学入学共通テストではリーディングとリスニングの両方を課し、リーディングを100→140点満点、リスニングを100→60点満点に換算する方式に変更した。

## 入試問題に関する情報

### 史上最も難しい大学入試問題
数学において、グラフ理論のグラフ操作を扱った問題が1998年の後期入試で出題されたことがある。特に、棒状グラフ（パスグラフ）の頂点の色が全て白になるnの必要十分条件を求める問題は、数学オリンピックで出されたとしても概ね難問とされるレベルで、専門塾講師からも史上最も難しい国内大学の入試問題と評されている。
- 十分条件については、全白パスグラフZnから操作を3回行えば全白パスグラフZn+3を作成できることから、前提の条件と数学的帰納法を用いてn=3kおよびn=3k+1の場合に成り立つことを証明できる。

- 必要条件については、まずn=2の場合に全白グラフを作れないが、仮に起点（頂点1個の状態）を●と置けばn=2が全白グラフになる。上の数学的帰納法から起点が●ならばn=3k+2の場合に全白パスグラフが成り立つことになり、本題の（起点〇から生成される）グラフと起点●から生成されるグラフは、二種類いずれのグラフ操作を実行しても決して交わらないことが、不変量と剰余演算を用いて証明できる[17]。

とりわけ後者の必要条件を（高校までの数式テクニックや場合分けを駆使して）証明するのが難解であり、出題された当時は「大手予備校でも解答速報を当日に出すことができず、翌日でも解けなかったらどう対応するべきかが話し合われた」という逸話が残っている。